# Платунов, Александр Николаевич
Александр Николаевич Платунов (род. 6 июля 1997, Пермь, Россия) — российский профессиональный баскетболист, играющий на позиции атакующего защитника.

## Карьера
В детстве Александр жил в одном доме с игроком «Урал-Грейта» Энтони Боуи. Однажды Александр со старшим братом бросали мяч в кольцо во дворе. Боуи проходил мимо и решил с ними побросать, показал простейшие элементы, и братьям это понравилось. Дедушка, увидев их увлечение баскетболом, начал водить братьев на матчи «Урал-Грейта». Когда Александру исполнилось 7 лет, он стал тренироваться в «Урал-Грейт-Юниор».
В сезоне 2015/2016 Платунов выступал в составе пермского «Универа» в чемпионате АСБ. Его показатели в матчах за студенческую команду – 14,0 очков, 5,3 подбора, 1,6 передачи и 1,7 перехвата в среднем за игру.
Летом 2016 года, в составе сборной АСБ, Платунов стал бронзовым призёром турнира Asia-Pacific University Basketball Challenge в Южной Корее.
В октябре 2016 года подписал контракт с «Пармой».
24 октября 2017 года, в матче Единой молодёжной лиги ВТБ с «Нижним Новгородом-2» (96:98 2OT), Платунов оформил трипл-дабл. Проведя на площадке почти 49 минут, Александр записал в свой актив 24 очка, 12 подборов и 11 передач.
24 января 2018 года стал известен состав сборной Единой молодёжной лиги ВТБ на «Матч молодых звёзд». По итогам голосования тренеров команд-участниц молодежной Лиги, Платунов был выбран в состав команды.
В феврале 2018 года Платунов был признан «Самым ценным игроком» Единой молодёжной лиги ВТБ по итогам месяца. В 4 играх Александр в среднем набирал 27,5 очка, 7,5 подбора, 8,0 передачи и 32,3 балла за эффективность.
По окончании регулярного сезона 2017/2018 Единой молодёжной лиги ВТБ, Платунов вошёл в символическую пятёрку турнира.
25 апреля 2018 года, в матче за 5 место «Финала восьми» против «Нижнего Новгорода-2» (85:63), Александр вновь оформил трипл-дабл, набрав 24 очка, 12 подборов и 11 передач. По итогам финального раунда молодёжной Лиги Платунов был включён в символическую пятёрку.
В сезоне 2018/2019 Платунов стал обладателем Кубка России и был признан MVP «Финала четырёх» турнира. В полуфинале с «Новосибирском» (76:59) Александр был близок к тому, чтобы сделать трипл-дабл (10 очков, 9 подборов и 8 результативных передач), а в финальном матче против «Нижнего Новгорода» (73:67) он стал лучшим снайпером, набрав 17 очков. Всего же в 2 матчах «Финала четырёх» Платунов в среднем набирал 13,5 очка, 7,0 передачи, 5,0 подбора и 3,0 перехвата.
В августе 2019 года Платунов подписал с «Пармой» новый 3-летний контракт.
В июне 2024 года Платунов перешёл в УНИКС. В составе команды Александр стал бронзовым призёром Единой лиги ВТБ и чемпионата России.
В июне 2025 года Платунов продолжил карьеру в МБА.

## Сборная России
В июле 2017 года Платунов вошёл в итоговую заявку юношескую сборную России (до 20 лет) для участия в чемпионате Европы в дивизионе В. Заняв 4 место, игрокам сборной не удалось выполнить задачу по возвращению команды в дивизион А: в матче за 3 место сборная России уступила Великобритании (65:81).
В августе 2017 года Платунов принял участие в составе студенческой сборной России в летней Универсиаде-2017.
Перед заключительными матчами квалификации чемпионата мира-2019 со сборными Болгарии и Финляндии Платунов получил приглашение на сбор национальной команды России, но в окончательную заявку команды не попал.
В июне 2019 года Платунов получил приглашение в открытый тренировочный лагерь для ближайшего резерва сборной России.
2 августа 2019 года Платунов дебютировал в национальной сборной России. В контрольном матче в рамках международного турнира BingoBoom против сборной Иордании (111:71) Александр провёл на площадке 18 минут 47 секунд и набрал 3 очка, 2 передачи и 1 перехват.
В феврале 2021 года Платунов был вызван на сбор национальной команды для подготовки к двум матчам квалификации Кубка мира-2023 со сборной Нидерландов.
В июне 2022 года Платунов принял участие в Открытом лагере РФБ для кандидатов в сборную России не старше 25 лет, проходящих в возрастные рамки для участия в студенческих соревнованиях.

## Достижения
- Бронзовый призёр Единой лиги ВТБ: 2024/2025
- Бронзовый призёр чемпионата России: 2024/2025
- Обладатель Кубка России: 2018/2019
- Бронзовый призёр Кубка России: 2016/2017
- Бронзовый призёр ДЮБЛ: 2014/2015

## Статистика
| Сезон                                                                                   | Команда   | Лига                       | GP | GS | MPG  | FG%   | 3P%   | FT%  | RPG | APG | SPG | BPG | PPG  |  |
| 2016/17                                                                                 | Парма     | Единая лига ВТБ            | 5  | 1  | 4,4  | 16,7  | 0,0   | 0,0  | 0,8 | 0,0 | 0,4 | 0,0 | 0,4  |  |
| 2017/18                                                                                 | Все клубы | Все лиги                   | 34 | 31 | 33,6 | 42,3  | 33,1  | 79,8 | 5,3 | 6,4 | 3,1 | 0,3 | 18,4 |  |
| 2017/18                                                                                 | Парма-2   | Единая молодёжная лига ВТБ | 31 | 31 | 35,9 | 42,2  | 32,5  | 79,8 | 5,7 | 6,9 | 3,4 | 0,3 | 19,9 |  |
| 2017/18                                                                                 | Парма     | Единая лига ВТБ            | 2  | 0  | 7,8  | 100,0 | 100,0 | 0,0  | 0,5 | 0,5 | 0,0 | 0,0 | 1,5  |  |
| 2017/18                                                                                 | Парма     | Квал. Кубка Европы ФИБА    | 1  | 0  | 15,5 | 50,0  | 50,0  | 0,0  | 1,0 | 0,0 | 0,0 | 0,0 | 6,0  |  |
| 2018/19                                                                                 | Парма     | Единая лига ВТБ            | 24 | 1  | 10,2 | 36,1  | 28,9  | 88,9 | 0,6 | 1,4 | 0,3 | 0,0 | 2,7  |  |
|                                                                                         |           | Всего                      | 63 | 33 | 22,4 | 41,4  | 32,1  | 80,5 | 3,2 | 4,0 | 1,8 | 0,2 | 11,0 |  |
| Наведите курсор мыши на аббревиатуры в заголовке таблицы, чтобы прочесть их расшифровку |           |                            |    |    |      |       |       |      |     |     |     |     |      |  |